# أيكي-جو
الأيكي جو. (بالإنجليزية: Aiki-jō)، هو الاسم الذي يطلق على ممارسة الجو في إيواما دوجو مع الأيكيدو، ترتيب تقنيات أيكي جو كان من عمل موريهيرو سايتو.
الأيكي جو يختلف عن (jōdō) الذي هو المبارزة بالجو: يستند (jōdō) على تقنيات الدفاع ضد سيف، في حين اُستخرج الأيكي جو من فن الرمح حيث أن موريهيه أويشيبا درس مع سوكاكو تاكيدا. أيوشيبا قام بتعديلها لجعلها تتفق مع الأيكيدو واليد الفارغة. كان يعمل الاتجاهات والمسافات متفاوتة.
إلى جانب الضربات، التدريس يرتكز على الكاتا وتطبيقاتها، بما في ذلك "كاتا من 31 حركة"، وعلى تمارين إثنين متمرنين معا (kumijo).